# Mare de Déu dels Dolors de Cal Porredon
La Mare de Déu dels Dolors de Cal Porredon és una capella de l'antic casal de Cal Porredon, més amunt del despoblat de Campmajor en el municipi de Montferrer i Castellbò (Alt Urgell). Està inclosa en l'Inventari del Patrimoni Arquitectònic de Catalunya.

## Descripció
És un edifici religiós utilitzat com a capella del mas Porrodon i adossat a les seves estructures agrícoles i residencials. És de petites dimensions, de planta quadrangular i capçalera plana, orientada al nord-oest. La coberta, originàriament de fusta i a doble vessant, sostenia un llosat actualment en part esfondrat. A sobre de les estructures que resten dempeus s'endevina un petit campanar d'espadanya, parcialment destruït, que originàriament fou d'un sol ull. La construcció és rústega de pedres sense fer filades.